# Sporting Kansas City
O Sporting Kansas City, muitas vezes abreviado para Sporting KC, é um clube estadunidense de futebol sediado na cidade de Kansas City, Missouri.

## História
O clube foi fundado em 1995 por Lamar Hunt sob o nome de Kansas City Wizards. Seu nome era uma homenagem ao The Wizard of Oz (O Mágico de Oz, em português). O clube teve sua primeira partida contra o Colorado Rapids no dia 13 de abril de 1996.
Venceu a MLS Cup e o MLS Supporters' Shield, ambos em 2000, em 2004 a U.S. Open Cup.
Em 2008, contratou seu primeiro jogador designado, tal qual diz a "Lei de Beckham": o argentino Claudio López .
Em 2009, participou pela primeira vez da Superliga. Foi eliminado na primeira fase com dois empates e uma derrota. Em 18 de novembro de 2010, anunciou oficialmente que iria se passar a chamar Sporting Kansas City, o seu primeiro troféu com a nova denominação foi a U.S. Open Cup, em 2012.

## Títulos
| NACIONAIS      | NACIONAIS          | NACIONAIS | NACIONAIS              |
|                | Competição         | Venceu    | Temporadas             |
| -------------- | ------------------ | --------- | ---------------------- |
|                | MLS Cup            | 2         | 2000, 2013             |
|                | Supporters' Shield | 1         | 2000                   |
| Estados Unidos | U.S. Open Cup      | 4         | 2004, 2012, 2015, 2017 |
| REGIONAIS      |                    |           |                        |
|                | Competição         | Venceu    | Temporadas             |
| Estados Unidos | Conferência Oeste  | 1         | 2004                   |
| Estados Unidos | Conferência Leste  | 1         | 2013                   |

### Outros troféus
- MLS Fair Play Award (4): 1998, 2002, 2005, 2006
- Desert Diamond Cup (1): 2011